# Zagaje (Borszowice)
Zagaje – przysiółek wsi Borszowice w Polsce, położony w województwie świętokrzyskim, w powiecie jędrzejowskim, w gminie Sędziszów.
W latach 1975–1998 przysiółek administracyjnie należał do województwa kieleckiego.